# Hälltjärnen (Revsunds socken, Jämtland, 697227-147974)
Hälltjärnen är en sjö i Bräcke kommun i Jämtland och ingår i Ljungans huvudavrinningsområde.